# Medias negras
Medias negras es el segundo álbum de estudio de la banda argentina de blues rock Memphis la Blusera, publicado en 1986 por RCA / Ariola Internacional.
Fue reeditado en CD en 1995 por BMG.
Este disco fue la primera y única experimentación con sonidos electrónicos y sintéticos al estilo New wave de aquella época, por lo cual tiene canciones con batería electrónica, sintetizadores, secuenciador y caja de ritmos, además cuenta con las famosas canciones, «La Bifurcada» y «Monton de Nada».

## Lista de canciones
| N.º   | Título                 | Escritor(es)      | Duración |  |
| 1.    | «Háganse a un lado»    | Otero - Beiserman | 3:35     |  |
| 2.    | «Nena seguí de largo»  | Otero - Beiserman | 3:40     |  |
| 3.    | «La bifurcada»         | Otero - Beiserman | 4:37     |  |
| 4.    | «Esto pasa ahora»      | Otero - Beiserman | 3:20     |  |
| 5.    | «Medias de seda negra» | Otero - Beiserman | 3:31     |  |
| 6.    | «Boogie del preso»     | Otero - Beiserman | 3:56     |  |
| 7.    | «Montón de nada»       | Otero - Beiserman | 4:12     |  |
| 8.    | «Chica free love»      | Otero - Beiserman | 3:30     |  |
| 30:33 |                        |                   |          |  |

## Integrantes
- Adrián Otero - voz principal y coros
- Daniel Beiserman - bajo, sintetizador y coros
- Eddy Vallejos - guitarra principal
- Ruben Alfano - guitarra rítmica y coros
- Emilio Villanueva - saxofón
- Raúl Lafuente - batería hibrida y caja de ritmos

Músicos invitados
- Ángel Mahler - sintetizadores, secuenciador y piano
- Víctor Ceejas - congas y coros
- Víctor Morel - trompeta y fliscorno
- Jorge Ferreras - armónica